# Ramiers
Os edifícios de Ramiers são, em conjunto com o resto do Parque Nacional Histórico, Património Mundial da Unesco desde 1982. Localiza-se no norte do Haiti, perto de Cap-Haitïen. Os edifícios de Ramiers foram construídos por Henri Cristophe, auto-proclamado Henrique do Haiti.